# Анісетас Сімутіс
Аніцетас Сімутіс (лит. Anicetas Simutis; 11 лютого 1909, Тіркшяй — 8 березня 2006, Нью-Йорк) — литовський економіст та дипломат. Перший Постійний представник Литви при Організації Об'єднаних Націй (1991—1994). Генеральний консул Литви у Нью-Йорку (1967—1991).

## Життєпис
Народився 11 лютого 1909 року в місті Тіркшяй. У 1930 році закінчив 7 класів Тельшяйської єпископської гімназії Валанчюса. Каунаську гімназію «Аушра». У 1931—1935 рр. вивчав економіку в Університеті Вітовта Великого, був одним із засновників компанії «Ramovė».
У 1931—1936 рр. — працював у Міністерстві закордонних справ Литви, згодом секретарем Генерального консульства Литви в Нью-Йорку.
У 1937—1940 рр. — продовжив навчання в Колумбійському університеті в Нью-Йорку і захистив там ступінь магістра.
У 1939 році призначений консульським аташе. Співпрацював у виданнях Tautos ūkis, Lietuvos aidas, Darbininkas, Dirva, Lietuvių dienos, Vienybė та в англійському журналі America.
У 1940 році після окупації країн Балтії Радянським Союзом, продовжив діяльність в Генеральному консульстві Литви в Нью-Йорку.
З 1951 року — призначений віцеконсулом.
У 1967—1991 рр. — Державний департамент США визнав А. Сімутіса Генеральним консулом Литви в Нью-Йорку.
У 1991—1994 рр. — Постійний представник Литви при Організації Об'єднаних Націй
Аніцетас Сімутіс був активним членом литовської діаспори та автором багатьох статей у литовській пресі в США. Тісно співпрацював із Об'єднаним американським фондом допомоги (BALF), Центральним комітетом визволення Литви (VLIK) та Фондом нації. Він подорожував і читав лекції для литовських громад США, Аргентини, Бразилії, Уругваю та Венесуели, знайомив з Литвою зацікавлених осіб та представників преси. Підготував і видав «Всесвітній литовський довідник».
22 травня 2007 року перепохований на Антакальніському кладовищі. У 2009 році про нього видано книгу «Аніцетас Сімутіс: 60 років на литовській дипломатичній службі».